# مقاطعة غارفيلد (واشنطن)
مقاطعة غارفيلد (بالإنجليزية: Garfield County)‏ هي إحدى مقاطعات ولاية واشنطن في الولايات المتحدة الأمريكية.